# いばらきわいわいスタジオ
『いばらきわいわいスタジオ』は、NHK水戸放送局が茨城県内向け地上デジタルテレビジョン放送で放送していた地域情報番組。

## 概要
- 全国で唯一地元に本社を置く民放テレビ局が無い（ケーブルテレビを除く）茨城県では、2004年10月1日に関東地方で初のNHK県域テレビジョン放送をデジタル放送のみでスタート。それとともに同月4日に開始した。
- アナログ放送が関東広域圏を対象としているのに対し、デジタル放送で放送していたこの番組は茨城県の話題に限定し、徹底した地域密着の姿勢を示していた。また、NHK水戸は、これらの地域番組を利用し、デジタル放送への転換を積極的に推進していた。なお、2007年2月1日から、ワンセグでもこの番組が視聴できるようになった。
- 通常はハイビジョン画質（HD）による放送であるが、コンサート中継等のため標準画質（SD）に落としてマルチ編成を行うことがあった。
- 水戸デジタル総合放送を見られない県民のためにFM放送の番組『FM水戸アップデート』で放送された一部のコーナーを音声のみで再放送を行った。
- 茨城県民の中には「関東広域圏の情報が欲しい」という要望も少なからずあり、それらに応えるために2007年4月からは東京（NHK首都圏放送センター）からのネット受けを開始。半年経った9月6日で17時台の放送を終了し、同月25日からの17時台は東京からネット受けに切り替えて18時台のみの放送とした。その後、18時台には『首都圏ニュース』を放送するようになる。
  - 過去には国会中継や大相撲、高校野球などで18:10スタートになることもあった。縮小前は18:00〜18:10に『NHKニュース』を内包していた。
- 県域地デジが5周年を迎えるのを機に、2009年3月27日で終了。後番組は『ニュースワイド茨城』。

## 放送時間
2007年度は、首都圏としての一体性を保つため、当初は金曜日のみ『ゆうどきネットワーク』を放送。なお、9月初旬までは他の曜日についてはこれまでどおり相互連携の形をとっていた。
番組開始〜2006年度まで
平日　17:10〜18:58:55
2007年4月2日〜9月7日
月曜〜木曜　17:15〜18:58:55
金曜　18:10〜18:58:55
2007年9月25日〜2009年3月27日
平日　18:10〜18:58:55
- 祝日は休止（他の地域情報番組、後番組の『ニュースワイド茨城』も同様）

## コーナー
番組開始から一貫して水戸局1階・わいわいスタジオからの公開生放送で、内容は民放テレビ局における夕方ワイド番組に近い構成となっていた。放送時間が短縮してもこの構成は続いたが、2008年頃からは公開形式が取り止めとなり、ニュース番組に近い構成となった。

### 2008年度
- きょうのニュース
- ニュース企画
- 気象情報（ひとくちメモ）
- 日替わりコーナー
  - （月）スポーツ
  - （火）茨城この人
  - （水）いばらき情報局
  - （木）ビデオレター（月1回 いばらきチエ袋）
  - （金）YY特集
- 首都圏ニュース
- ニュース
- 気象情報（水戸のスタジオから）

### 番組開始当時

#### 共通
- ぐるっと茨城わいわい中継!

#### 17時台
- 視聴者参加型コーナー
  - いきいき!茨城ライフ（月）
  - いばらき食の王国（火）
  - 集まれ!茨城の力（水）
  - 特選!ケーブルテレビ（木）
  - いってみっぺ茨城（金）
- 茨城300万人のメッセージ
- ニュース・気象情報

#### 18時台
- ニュース
- ニュースアップ
- 気象情報
- オープンスタジオ（17時台に使ったスタジオ）から
  - わいスタスポーツ（月） - 当然茨城県限定。Jリーグ情報が中心
  - 旬の人（しゅんのひと、火）／月1回は「ふるさと水辺の風景」
  - わだいの玉手箱（水）／月1回は「あなたも歴史通」
  - 飛び出せ!キャンパス（木）
  - 東京情報（金）／月1回は「茨城弁道場」
  - 熱風スタジアム - 茨城県内の学校（主に高等学校）の紹介。
  - わいわいの木 - スタジオ観覧者からメッセージを募ったものを紹介。

## キャスター
| 期間      | 期間      | 男性     | 女性              |
| --------- | --------- | -------- | ----------------- |
| 2004.10.4 | 2006.3.31 | 小田切千 | （不在）          |
| 2006.4.3  | 2007.3.30 | 大木浩司 | （不在）          |
| 2007.4.2  | 2008.3.28 | 大木浩司 | 牧山あゆみ        |
| 2008.3.31 | 2009.3.27 | 大木浩司 | 牧山あゆみ 田所愛 |

牧山と田所の2人は2008年度は隔週交替。
- 気象情報：渡邊千保